# 李连成
李连成（1951年—），河南濮阳人，汉族，中华人民共和国政治人物、第十二届全国人民代表大会河南地区代表。
担任河南省濮阳县西辛庄村党委书记。加入中国共产党。2008年起担任全国人大代表。2013年，担任全国人大代表。2018年2月24日，当选为第十三届全国人大代表。
2025年，因所创顺口溜内容华而不实，为网友嘲笑。